# 개안아목
개안아목(Oegopsina)은 살오징어목에 속하는 연체동물 아목이다. 살오징어목 중에서 눈이 안막으로 덮혀 있지 않은 살오징어를 개안아목으로 분류하며, 일부 분류학자들은 분류 계급을 올려서 개안살오징어목(Oegopsida)으로 분류하기도 한다.

## 하위 분류
- 살오징어목 (Teuthida) - 촉수주머니가 없다.[1]
  - 폐안아목 (Myopsina) - 눈이 안막으로 덮혀 있다.[1]
  - 개안아목 (Oegopsina) - 눈이 안막으로 덮혀 있지 않다.[1]
    - Ancistrocheiridae
    - 대왕오징어과 (Architeuthidae)
    - Batoteuthidae
    - 팔오징어과 (Brachioteuthidae)
    - Chiroteuthidae
    - 하트오징어과 또는 유리오징어과 (Cranchiidae)
    - Cycloteuthidae
    - 반디불매오징어과 (Enoploteuthidae) - 팔에 갈고리가 있으며, 발광포가 있고 팔에 2열 갈고리가 있다.[1]
    - 갈고리흰오징어과 (Gonatidae) - 팔에 갈고리가 있으며, 발광포가 없고 1-3번 팔에 4열 갈고리가 있다.[1]
    - Grimalditeuthidae
    - 해파리오징어과 (Histioteuthidae)
    - Joubiniteuthidae
    - 비늘무늬오징어과 (Lepidoteuthidae)
    - Lycoteuthidae
    - Mastigoteuthidae
    - Neoteuthidae
    - 문어오징어과 (Octopoteuthidae)
    - 빨강오징어과 또는 살오징어과 (Ommastrephidae) - 팔에 갈고리가 없고, 지느러미길이(FL)가 몸통길이(ML)의 60% 이하이다.[1]
    - 손톱오징어과 (Onychoteuthidae)
    - Pholidoteuthidae
    - Promachoteuthidae
    - Psychroteuthidae
    - Pyroteuthidae
    - 지느러미오징어과 (Thysanoteuthidae) - 팔에 갈고리가 없고, 지느러미길이(FL)가 몸통길이(ML)의 80% 이상이다.[1]
    - Walvisteuthidae
    - Parateuthis tunicata (incertae sedis)